# Battaglia di Mühlberg
La battaglia di Mühlberg fu una grande battaglia combattuta il 24 aprile 1547 fra l'esercito ispano-imperiale guidato da Carlo V e le truppe della Lega di Smalcalda al comando del principe elettore di Sassonia Giovanni Federico.
Forte di una netta superiorità numerica e grazie agli errori tattici commessi dal comandante sassone, l'esercito asburgico sbaragliò le truppe della lega protestante e lo stesso Elettore di Sassonia venne fatto prigioniero. La battaglia pose di fatto fine alla guerra della Lega di Smalcalda, di cui costituì il maggiore scontro armato.

## Contesto storico
Il propagarsi della Riforma protestante in Germania dopo il 1517 rappresentò un forte ostacolo per i sogni universalistici dell'Imperatore Carlo V d'Asburgo. I tentativi di conciliazione fra luterani e cattolici (Diete di Spira del 1526 e 1529) si erano infatti risolti tutti in un fallimento, acuendo l'opposizione reciproca fra gli opposti schieramenti.
La Riforma offrì agli stati tedeschi (la cui adesione all'Impero, realtà politicamente frammentata da secoli, era in molti casi già da tempo poco più che un atto formale) il pretesto per affermare la propria autonomia non solo sul piano religioso, ma anche su quello politico.
Nel 1531 l'opposizione di alcuni principi (primi fra tutti Filippo I d'Assia e Giovanni Federico, Elettore di Sassonia) al tentativo dell'Imperatore di ripristinare l'unità religiosa e politica nelle terre tedesche mediante la riproposizione dell'Editto di Worms era sfociata nella costituzione della Lega di Smalcalda (dal nome della cittadina della Turingia dove il patto venne stipulato), alleanza militare di natura difensiva e dalla connotazione marcatamente anti-asburgica ed anti-cattolica.
Nonostante la creazione di una coalizione formale di principi protestanti costituisse una evidente spaccatura in seno all'Impero, Carlo V non riuscì nei primi anni a stroncare l'opposizione della Lega, cui col tempo aderirono anche numerose libere città (Brema, Amburgo, Lubecca, Ulm, Strasburgo), desiderose di affermare la propria indipendenza dal potere centrale; i principi protestanti poterono inoltre contare fin dal 1532 sull'appoggio del Regno di Francia, principale avversario di Carlo. L'Imperatore, bisognoso del sostegno militare degli stati tedeschi nella sua guerra contro i Turchi fu dunque costretto ad accettare il fatto compiuto e a concedere ampia autonomia alla Lega, cui fu lasciata mano libera nella sua opera di sostegno alla Riforma e di opposizione al potere dei vescovi cattolici.
Le condizioni per una ripresa delle ostilità contro i principi protestanti furono favorite da una serie di avvenimenti, in primis la firma nel 1544 del trattato di Crépy, che ponendo fine alla pluridecennale contesa fra Carlo V e Francesco I di Francia per il controllo della penisola italiana privò la Lega smalcaldica del sostegno francese. La morte di Lutero nel 1546 e la momentanea cessazione della minaccia turca
inoltre, posero Carlo nella migliore condizione possibile per concentrarsi sul nemico che metteva in pericolo l'unità religiosa e territoriale della Germania Imperiale.
L'occasione per lo scoppio delle ostilità fu favorita dalla rivalità fra i due principali esponenti della casa di Sassonia, il principe elettore Giovanni Federico, esponente del ramo ernestino della casata dei Wettin, e suo cugino Maurizio; nonostante fosse di fede protestante egli, appartenente al ramo albertino della casata, coronò nel 1546 un lungo processo di avvicinamento alla fazione imperiale (iniziato nel 1542 con il suo rifiuto di aderire alla lega di Smalcalda) invadendo, appoggiato da Ferdinando I, i territori appartenenti al suo rivale. Egli per tutta risposta richiamò le sue armate, che al momento dell'invasione si trovavano nel Württemberg, e marciando verso le terre occupate, respinse l'attacco.
Carlo V colse l'occasione favorevole che la divisione delle armate protestanti gli offriva occupando Ulm e il Württemberg e sconfiggendo le forze dell'Elettore Palatino, che fu costretto alla resa; buona parte della Lega era così smantellata. Con l'arrivo della primavera l'Imperatore, nonostante l'improvvisa defezione delle truppe papali di cui potuto disporre nella prima parte della campagna in Germania e l'intensificarsi degli attacchi di gotta ai quali era da tempo soggetto, marciò dunque verso la Sassonia per soccorrere Maurizio e porre fine alla contesa con Giovanni Federico, ultimo principe protestante che ancora gli resisteva.

## Svolgimento

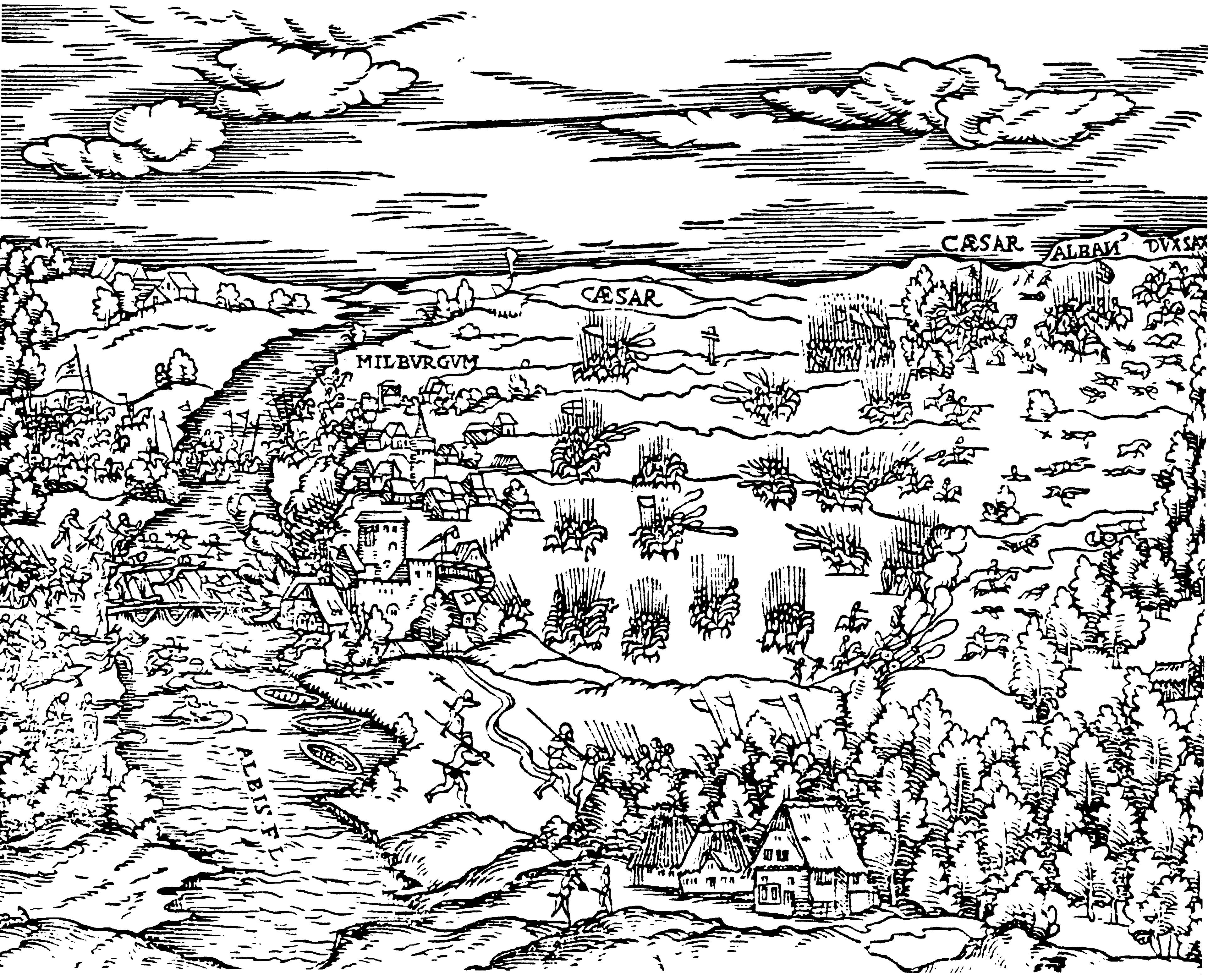
Battaglia di Mühlberg (1550) da Avila-Zuniga, Commentariorum de bello..., Anversa, 1550

Nonostante le truppe a disposizione dell'Elettore di Sassonia fossero più numerose di quelle dell'Imperatore, Giovanni Federico prese la decisione di dividere le proprie forze: sperando di fomentare una rivolta protestante ed anti-imperiale in Boemia, aveva dislocato nella regione una grossa porzione delle sue truppe. Aveva inoltre disposto alcuni distaccamenti a presidio delle città più sguarnite al fine di prevenire l'ingresso dell'esercito nemico da sud. Con l'intento di raggiungere la più sicura piazzaforte di Wittenberg, l'Elettore marciò dunque verso nord, abbandonando la sua posizione a Meißen ed accampandosi sul finire del mese di aprile presso la cittadina di Mühlberg, lasciando solo poche truppe di difesa sulla sponda del fiume Elba, che considerava sufficientemente ampio perché le forze imperiali non potessero attraversarlo rapidamente.
Carlo V giunse alla testa delle sue truppe sulle rive del fiume la sera del 23 aprile e, nonostante il parere contrario dei suoi generali, prese la decisione di attaccare il nemico, accampato a poche miglia di distanza. La mattina del 24 le prime avanguardie dell'esercito imperiale si mossero alla ricerca di un modo per passare il fiume. Aiutate dalla sorpresa e dalla fitta nebbia che si era levata in quella giornata, piccoli gruppi di veterani spagnoli ed italiani riuscirono, attraversando a nuoto il corso d'acqua, ad eliminare i poco numerosi presidi sassoni a guardia della sponda.
Nel frattempo, seguendo un piano ordito dal Duca d’Alba Fernando Álvarez de Toledo, che dirigeva le operazioni belliche, reparti dei tercios di Lombardia e di Napoli, che erano fra le più esperte unità a disposizione di Carlo riuscirono, aiutate da un contadino del posto, ad individuare un guado che consentisse di far passare il grosso dell'esercito l'Elba. Un blitz di alcuni veterani riuscì inoltre ad impedire la distruzione di un ponte di barche costruito dai sassoni, che venne conquistato e subito utilizzato per far passare il resto delle truppe imperiali,ad iniziare dalla cavalleria.
Alcune fonti riportano che Giovanni Federico avesse giudicato talmente improbabile l'attacco delle truppe nemiche che egli avrebbe imposto a numerosi comandanti della sua armata di recarsi a messa proprio nel momento in cui l'esercito di Carlo completava l'attraversamento del fiume. La sorpresa e l'impreparazione fra le file sassoni furono dunque totali. Appena venuto a conoscenza del fatto, l'Elettore pensò dapprima ad iniziare forzatamente la ritirata verso Wittenberg ma, resosi ben presto conto che la messa in movimento del suo esercito sarebbe stata troppo lenta e credendo di trovarsi di fronte solamente ad un'avanguardia dell'armata imperiale, diede ordine ai suoi di schierarsi in assetto da combattimento e di affrontare la battaglia.
Il comandante sassone scelse di far disporre le sue truppe a ridosso di una foresta, con lo scopo di prevenire un possibile accerchiamento da parte della cavalleria imperiale e di avere una via di fuga più sicura in caso di ritirata. Nonostante fosse in quei giorni tormentato dalla gotta, anche Carlo V si pose alla testa delle sue truppe incitandole allo scontro con le armate protestanti ed assistendo dalle retrovie. L'esercito imperiale era composto di circa in 16-20000 uomini, fra i quali si attesta la presenza dei tercios di Lombardia, al comando di Rodrigo de Arce, quello di Napoli, guidato da Alonso Vivas e quello di Ungheria, capitanato da Alvaro de Sande.
Le ostilità iniziarono verso sera: l'esercito sassone, composto in prevalenza di contadini, riuscì a respingere con successo i primi assalti condotti dalla cavalleria ungherese, ma il maggior numero e la migliore preparazione dei soldati di Carlo, fra i migliori al mondo a quel tempo, ebbero un peso decisivo nell'andamento dello scontro. L'imperatore aveva disposto la sua cavalleria sulle due ali, quella destra, più pesante, posta sotto il comando diretto del Duca D'Alba, la sinistra invece con a capo Maurizio di Sassonia. Una volta sbaragliate le fragili ali dell'esercito sassone, i tercios di fanteria, posti al centro, ebbero buon gioco nell'infrangere la resistenza nemica, che si trasformò ben presto in una precipitosa ritirata attraverso la foresta adiacente. Lo stesso Elettore di Sassonia, nonostante avesse dato prova di grande coraggio sul campo di battaglia, venne ferito al volto e catturato dalle truppe imperiali dopo essersi rifugiato nella boscaglia, mentre i suoi soldati venivano inseguiti ed uccisi oppure catturati.
A Carlo V è attribuita, come commento alla vittoria, la frase in spagnolo "Vine, vi y venció Dios" ("Venni, vidi e vinse Dio"), parafrasi della celebre esclamazione di Giulio Cesare.

## Esito e conseguenze

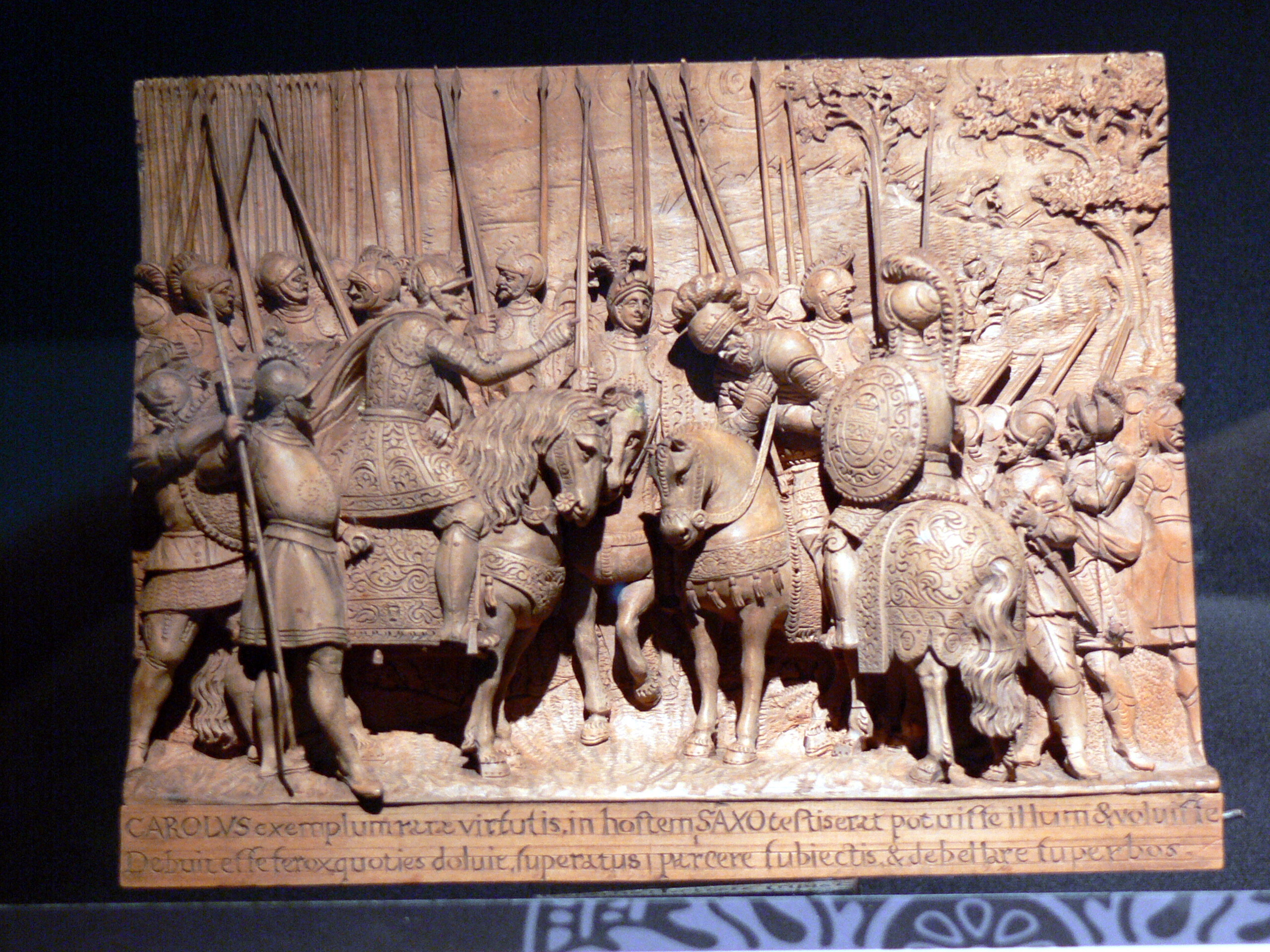
Bassorilievo tedesco del XVI secolo raffigurante la battaglia di Mühlberg (Linz, Oberösterreichische Landesmuseen)

Le perdite dell'esercito sassone furono ingentissime, intorno ai 2000-3000 uomini, a cui si aggiunse la cattura pressoché completa dell'artiglieria, delle munizioni, e degli stendardi; molti soldati protestanti finirono inoltre prigionieri. Da parte imperiale la vittoria, non costò invece che una cinquantina di uomini.
La resa di Giovanni Federico, la cui responsabilità nel non difendere adeguatamente la posizione sull'Elba, impedendo alle truppe imperiali di varcare il fiume, fu di certo decisiva per l'esito della battaglia, sancì anche simbolicamente la disgregazione della Lega di Smalcalda. Gli fu risparmiata la vita in cambio della capitolazione della piazzaforte di Wittenberg, ma fu condannato come eretico alla prigionia perpetua e costretto a rinunciare alla dignità elettorale, che Carlo concesse al suo alleato Maurizio, nonché al controllo sul Principato di Sassonia, trasferito al cugino. Venne in seguito liberato nel 1552, due anni prima della sua morte. Di lì a poco anche Filippo d'Assia, l'ultimo principe protestante che ancora resisteva all'autorità imperiale in Germania, si arrese a Carlo V, ponendo fine alla guerra smalcaldica.
Alla completa vittoria sul piano militare non seguì tuttavia una ricomposizione della frattura causata dalla riforma protestante nelle terre tedesche: il compromesso stipulato fra luterani e cattolici nel 1548 (il cosiddetto Interim di Augusta) non fu infatti sufficiente a sedare il malcontento in seno all'Impero. Una nuova serie di rivolte e la constatazione dell'impossibilità di imporre a tutto l'Impero una fede unificata portarono pertanto Carlo a stipulare nel 1555 la Pace di Augusta, che sancì definitivamente la divisione religiosa della Germania e la fine del sogno di una monarchia universale riunita sotto l'egida del cattolicesimo romano.
Alla battaglia è tuttora dedicato un museo nella località di Mühlberg an der Elbe (attualmente situata nella regione tedesca del Brandeburgo), dove essa ebbe luogo.